# Distretto di Dalaman
Il distretto di Dalaman (in turco Dalaman ilçesi) è un distretto della provincia di Muğla, in Turchia.
Il torrente Dalaman (Dalaman çayı) forma gran parte del confine occidentale del distretto. I distretti confinanti a ovest sono i quelli di Köyceğiz e Ortaca. La città di Dalaman si trova nella pianura costiera, mentre il resto del distretto - verso il distretto di Fethiye sulla costa e verso le alte montagne al confine settentrionale della provincia di Denizli - è montuoso, dominato dalle valli degli affluenti orientali del torrente Dalaman 
L'aeroporto di Dalaman si trova a 5 km a sud della città. Oltre alle attività di trasporto aereo, Dalaman ospita una delle più grandi prigioni libere della Turchia, dove i prigionieri meno pericolosi vengono inviati come parte del loro programma di riabilitazione. A Dalaman è presente una fattoria statale. L'agricoltura, in particolare gli agrumi, svolge un ruolo importante nell'economia locale, poiché si trova in una fertile pianura a livello del mare.

## Amministrazioni
Oltre il centro di Dalaman al distretto appartengono 16 villaggi.

### Comuni
- Dalaman (centro)

## Infrastrutture e trasporti
Nel distretto si trova l'Aeroporto internazionale di Dalaman che serve i centri turistici della regione costiera del SO anatolico.